# Não Te Prives
A Não te Prives - Grupo de Defesa dos Direitos Sexuais é uma associação de âmbito local, mas, debruçada sobre os direitos humanos nomeadamente em combater a discriminação baseada na sexualidade e no género, sediada na cidade de Coimbra, Portugal.
Tem como linhas mestras de acção o trabalho sobre os direitos de lésbicas, gays, bissexuais e transgéneros (LGBT), os direitos das mulheres e a educação sexual.